# Pacte d'Oloron
El Pacte d'Oloron o Tractat d'Oloron va ser acordat el 27 de juliol de 1287 entre Alfons el Franc i Eduard I d'Anglaterra, a la població vescomtal d'Auloron e Senta Maria al Bearn (actualment França). S'hi parlà de l'enfrontament entre la Corona d'Aragó i el Comtat d'Anjou a la Mediterrània i de les condicions per a l'alliberament de Carles II de Nàpols, presoner de la Corona d'Aragó des de la batalla del golf de Nàpols de 1284.

## Antecedents
Durant tot el segle xiii va haver-hi una sèrie de conflictes territorials entre les dinasties dels Hohenstaufen i dels Capet. El 1258 moria el rei de la casa alemanya Hohenstaufen Conrad de Sicília sense fills i es va autoproclamar rei un fill bastard de l'emperador Frederic II d'Alemanya. El seu poder fou molt dèbil i el rei Lluís IX de França va intentar ocupar l'illa de Sicília. Finalment, el Papa francès Climent IV investeix el 1265 Carles I d'Anjou, germà del rei Lluís IX de França, com a rei de Sicília. Comença una guerra que acabaria amb la batalla de Benevent, el 26 de febrer de 1266, en la qual resultà mort el rei alemany Manfred I de Sicília i Carles d'Anjou ocupà tot el regne.
Una bona part dels opositors al nou rei foren rebuts a la Corona d'Aragó, ja que l'hereva de Manfred I de Sicília estava casada amb el rei Pere el Gran. Es preparà una gran expedició de conquesta del Regne de Sicília que culminà amb l'aixecament popular antifrancès de les Vespres Sicilianes (1282) i la coronació del rei Pere i la seva muller Constança com a reis de Sicília.
El regne es dividí en dos:
- El Regne de Sicília, governat per Pere el Gran i Constança de Sicília.
- El Regne de Nàpols, governat per Carles I.

La guerra continuà i fins al Papa Martí IV va declarar una croada contra la Corona d'Aragó. Durant les lluites, els almogàvers de Roger de Llúria van capturar l'hereu de Carles I, l'infant de Nàpols Carles, el 5 de juny de 1284 i el van deixar sota custòdia del rei d'Aragó Pere el Gran a la ciutat de Cefalù.
A principis de 1285, Carles I d'Anjou moria i era nomenat rei de Nàpols el seu fill infant Carles de Nàpols, presoner del rei d'Aragó. Uns mesos més tard, també moria Pere el Gran que fou succeït al Regne de Sicília per Jaume el Just.

## El Tractat
Calia buscar una solució per a les lluites entre francesos i aragonesos, i aquesta vingué des d'Anglaterra. El rei d'Aragó (i germà del rei de Sicília Jaume el Just) Alfons el Franc estava casat amb Elionor d'Anglaterra, filla d'Eduard I. Eduard I era també duc d'Aquitània i va convidar el seu gendre a reunir-se a la vila bearnesa d'Auloron e Senta Maria. Allà van parlar de les condicions per a l'alliberament del rei de Nàpols i es va pactar una treva de dos anys per a la Mediterrània. L'última reunió fou el 27 de juliol de 1287.
El rei Alfons el Franc va demanar la ratificació dels acords als consells de les principals poblacions de la Corona d'Aragó en aquell temps; Barcelona, Cervera, Girona, Osca, Lleida i Montblanc. Aquest fou el motiu de l'endarreriment de l'alliberament del captiu.

## Conseqüències
El Pacte d'Oloron no fou acceptat pels Anjou, ni pels reis de França, ni pel mateix Carles II de Nàpols. El Tractat de Canfranc, semblant a aquest d'Oloron, va permetre que el 29 de maig de 1289 Carles fos coronat solemnement a Rieti.
Es pactà el casament de la infanta Violant d'Aragó (filla de Pere el Gran i Constança de Sicília) amb l'infant Robert de Nàpols (fill i hereu de Carles II de Nàpols i Maria d'Hongria) que tingué lloc el 1297 a Roma. Aquesta unió familiar permetria un acostament de posicions entre els regnes.
Malgrat tot, els conflictes entre els regnes de Sicília i Nàpols foren constants fins que es trià al Papa Benet XII el 1334, qui tenia relacions d'amistat amb Frederic II de Sicília. La renúncia formal sobre el Regne de Sicília per part del Casal d'Anjou no arribà però fins al 1373 amb la reina Joana I de Nàpols, besneta de Carles II.